# Peter Christian Rusch
Peter Christian Rusch, född 9 februari 1829 i Helsingör, Danmark, död 30 juni 1896 i Göteborg, var en dansk-svensk dekorations- och glasmålare.
Han var från 1863 gift med Johanna Sofia Amalia Gewalt och far till Charles Rusch. Rusch medverkade med stor framgång i hantverks- och konstutställningar i Wien, Köpenhamn och Sverige. Förutom dekorationsmålningar utförde han ett stort antal glasmålningar för offentliga lokaler och privatbostäder. 